# 强富朝
强富朝（1944年2月—2023年4月10日），陕西乾县人，中国人民解放军正军职退休干部，曾任海军南海舰队副政委兼海军南海舰队航空兵政委。

## 生平
强富朝1964年9月入伍，1967年1月加入中国共产党。历任战士、班长、排长、干事、副科长、副部长、处长、师政委，海军南海舰队航空兵政治部主任、副政委等职。
2023年4月10日，强富朝因病于三亚逝世，享年79岁。讣告刊登在6月16日的《解放军报》。